# ماهی میوه‌ای
ماهی میوه‌ای (به ژاپنی: フルーツ魚) یک ماهی خوراکی است که در ژاپن با مخلوط کردن محصولات میوه ای مانند مرکبات در خوراک برای از بین بردن بوی ماهی پرورشی پرورش می‌یابد. یک از عناصری که در تهیه سوشی در ژاپن استفاده می‌شود.